# Harry Winter
Harry Winter ( Beuthen, Reino da Prússia, 24 de setembro de 1914 - Viena, 3 de dezembro de 2001) , nascido como Horst Winter, foi um cantor germano-austríaco que represetnou a Áustria no Festival Eurovisão da Canção 1960 com a canção  "Du hast mich so fasziniert" ("Tu fascinaste-me muito") que terminou em sétimo lugar, entre 13 participantes.
Em 1948, Winter gravou Und jetzt ist es still, que teve versões com sucesso por  Betty Hutton (Blow a Fuse) em 195 e por Björk (It's oh so quiet) em 1995.